# 天主教解放
天主教解放或天主教救济（英語： 或 ）是大不列颠和爱尔兰联合王国在18世纪中叶到19世纪早期的一个运动，试图减轻或消除对天主教徒的限制，包括宗教自由，以及公民權利及政治權利等。